# Popovići
Popovići är en ort i Bosnien och Hercegovina.   Den ligger i entiteten Federationen Bosnien och Hercegovina, i den centrala delen av landet, 15 km norr om huvudstaden Sarajevo. Popovići ligger 603 meter över havet och antalet invånare är 263.
Terrängen runt Popovići är kuperad. Runt Popovići är det ganska tätbefolkat, med 93 invånare per kvadratkilometer.. Närmaste större samhälle är Sarajevo, 15,5 km söder om Popovići. 
I omgivningarna runt Popovići växer i huvudsak lövfällande lövskog.